# El Bullidor
El Bullidor és un poble dins del municipi de Barbens, a la comarca del Pla d'Urgell. Situat al camí de la Fuliola, és format per unes quantes cases de camp al voltant de l'antic castell i església de la Nativitat de la Mare de Déu. Avui dia, encara s'hi conserven un gran portal adovellat, algunes finestres motllurades del segle xvi, el baptisteri afegit al segle xviii (actualment a l'església de Barbens) i carreus amb marques de picapedrers. En aquest indret, també hi havia una creu renaixentista construïda entre 1538 i 1546, restaurada l'any 1992, que es troba a la plaça de l'església de Barbens.
Fou seu de la baronia del Bullidor que fou comprada el 1487 per Dalmau de Copons i de Guimerà, posteriorment adquirida per Pere Jaume de Massot (1688) fins que el 1859 el títol passà als Dalmases. Fou municipi fins a mitjan segle xix.